# كاليفي بوليييرو (هالكيديكي)
كاليفي بوليييرو (Καλύβαι Πολυγύρου) هي مدينة في هالكيديكي في مقاطعة فوريا إلادا في اليونان.
يبلغ عدد سكانها حوالي 975 نسمة.